# Pstrowo
Pstrowo (niem. Peterhof) – kolonia w Polsce położona w województwie zachodniopomorskim, w powiecie stargardzkim, w gminie Stargard, 10,5 km na północny zachód od Stargardu.
Miejscowość oficjalnie istnieje, choć brak w niej zabudowy.
W latach 1975–1998 miejscowość administracyjnie należała do województwa szczecińskiego. Wchodziła w skład sołectwa Sowno.